# Gongkwon Yusul
Gongkwon Yusul (공권유술) ist eine moderne südkoreanische Kampfkunst und wurde 1996 von Kang Jun begründet. "Gongkwon" bedeutet "leere (unbewaffnete) Faust" und symbolisiert harte Methoden, wie Stöße, Schläge und Tritte. "Yusul" bezeichnet die "sanfte Kunst" und steht für die nachgiebigen Methoden, wie Würfe, Gelenkhebel und Bodenkampftechniken, die die Kraft des Gegners umleiten. Das System umfasst alle Perspektiven des waffenlosen Kampfes (Distanz-, Kontakt- und Bodenkampf) und zeichnet sich insbesondere durch die organisch-dynamische Kombination der Einzeltechniken aus.
Das offene und ganzheitliche Kampfsystem von Gongkwon Yusul erinnert an moderne Vollkontaktsportarten wie Mixed Martial Arts und wird auch als „Korean MMA“ bezeichnet. Im Gegensatz dazu beruht Gongkwon Yusul aber, wie traditionelle Kampfkünste, auf einer Philosophie mit ethischen Grundsätzen, Uniformen, Terminologien und einer Rangstruktur.

## Verbreitung
In Südkorea, vor allem in der Region um Seoul, existierten bereits kurz nach der Gründung im Jahre 1996 mehrere Dojangs. Seit der Gründung des Deutschen Hauptquartiers für Gongkwon Yusul in Münster 2010 befindet sich die Kampfkunst auch in Deutschland. Des Weiteren existieren außerhalb Südkoreas Schulen und andere Trainingsmöglichkeiten unter anderen in Spanien, den Niederlanden, den USA, Kanada, Tunesien, Australien, Vietnam und Hong Kong. 

## Techniken
Gongkwon Yusul umfasst ein großes Technikrepertoire, das wie folgt untergliedert werden kann:
- Schlag- und Tritttechniken (Tagyeokgi)

- Sanfte Techniken (Yusulgi), wie Würfe, Gelenkhebeltechniken und Bodenkampftechniken

- Distanzübungen mit einem Partner (Matdaegi). Hierbei werden die einzelnen Basistechniken aus einer bestimmten Distanz heraus paarweise trainiert.

- Kombinationsübungen (Samwonbon). Hierbei werden die einzelnen Basistechniken fließend miteinander kombiniert und paarweise trainiert.

- Formen (Hyeong)